# Gia Trung
Gia Trung là một xã thuộc huyện Gia Viễn, tỉnh Ninh Bình, Việt Nam.

## Địa lý
Xã Gia Trung cách trung tâm thành phố Ninh Bình 16 km, có vị trí địa lý:
- Phía đông giáp xã Gia Thắng, Gia Tiến
- Phía nam giáp xã Gia Sinh
- Phía tây giáp xã Gia Lạc
- Phía bắc giáp xã Gia Vượng.

Xã Gia Trung có diện tích 8,75 km², dân số năm 2019 là 7.745 người, mật độ dân số đạt 885 người/km².
Đây là một xã được bao bọc xung quanh bởi hai nhánh sông Hoàng Long, có nhiều bãi trũng ven sông.

## Hành chính
Xã Gia Trung được chia thành 10 thôn: Hoàng Long, Đức Hậu, An Thái, Chấn Hưng, Đông Khê, Trung Đồng, Bắc Điềm Khê, Nam Điềm Khê, Đông Chi Phong, Tây Chi Phong.

## Lịch sử
Xã được thành lập theo quyết định 1506/QD-TCCP ngày 18/12/1976 từ xã Gia Trung, Gia Ninh.